# Stipa rigidiseta
Stipa rigidiseta là một loài thực vật có hoa trong họ Hòa thảo. Loài này được (Pilg.) Hitchc. miêu tả khoa học đầu tiên năm 1925.